# Saint-Georges-sur-Eure
Saint-Georges-sur-Eure ist eine französische Gemeinde mit 2.728 Einwohnern (Stand 1. Januar 2022) im Département Eure-et-Loir in der Region Centre-Val de Loire. Saint-Georges-sur-Eure gehört zum Arrondissement Chartres und zum Kanton Illiers-Combray.

## Geographie
Saint-Georges-sur-Eure liegt etwa zwölf Kilometer westlich von Chartres am Fluss Eure. Umgeben wird Saint-Georges-sur-Eure von den Nachbargemeinden Cintray im Norden, Amilly im Osten und Nordosten, Fontenay-sur-Eure im Südosten, Nogent-sur-Eure und Chauffours im Süden, Ollé im Südwesten, Orrouer im Westen und Südwesten sowie Saint-Luperce im Nordwesten.
Der Bahnhof der Gemeinde in der kleinen Ortschaft La Taye liegt an der Bahnstrecke Chartres–Bordeaux. Er wird im Regionalverkehr durch TER-Züge bedient.

## Bevölkerung
| Jahr      | 1962 | 1968 | 1975 | 1982 | 1990 | 1999 | 2006 | 2018 |
| Einwohner | 996  | 1233 | 1734 | 2039 | 2254 | 2445 | 2534 | 2809 |

## Sehenswürdigkeiten
- Kirche Saint-Georges, Monument historique seit 1926

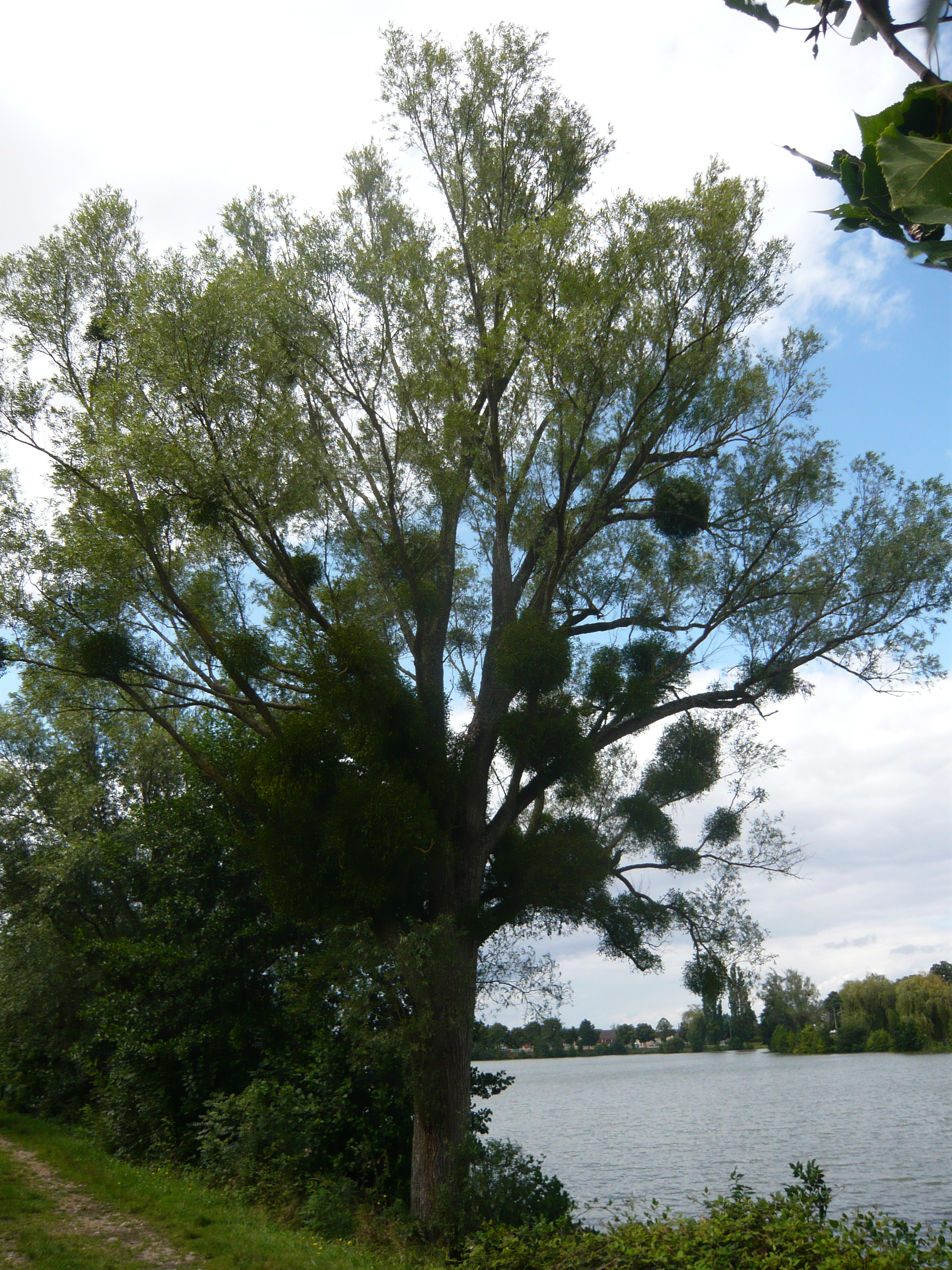
See von Saint-Georges-sur-Eure

- See von Saint-Georges-sur-Eure

## Persönlichkeiten
- Jean Moulin (1899–1943), Führer der Résistance
- Hélène Bessette (1918–2000), Schriftstellerin